# (392) Wilhelmina
(392) Wilhelmina es un asteroide perteneciente al cinturón de asteroides descubierto el 4 de noviembre de 1894 por Maximilian Franz Wolf desde el observatorio de Heidelberg-Königstuhl, Alemania.
Está posiblemente nombrado en honor de Guillermina de los Países Bajos (1880-1962), reina de los Países Bajos de 1890 a 1948.